# Vladimiras Kravcovas
Vladimiras Kravcovas   (Alytus, 19 d'octubre de 1949 - 4 de desembre de 1999) fou un jugador d'handbol lituà que va competir sota bandera soviètica durant les dècades de 1970 i 1980.
El 1976 va prendre part en els Jocs Olímpics de Mont-real, on guanyà la medalla d'or en la competició d'handbol. Quatre anys més tard, als Jocs de Moscou, guanyà la medalla de plata en la mateixa competició.
En el seu palmarès també destaquen dues medalles al Campionat del món d'handbol, de plata el 1978 i d'or el 1982. Amb la selecció soviètica jugà un total de 159 partits en què marcà 335 gols. A nivell de clubs jugà al Burevestnik de Moscou i al MAI Moscou, amb qui guanyà la lliga soviètica de 1974 i 1975, la Copa soviètica de 1977 i la Recopa d'Europa de 1977.